# Templom-hegy

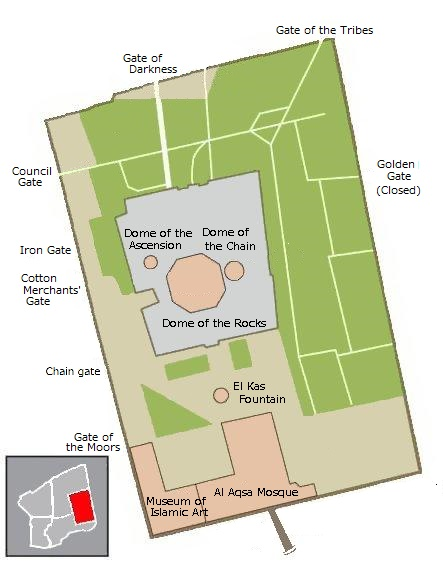
A Templom-hegy térképe (angol)

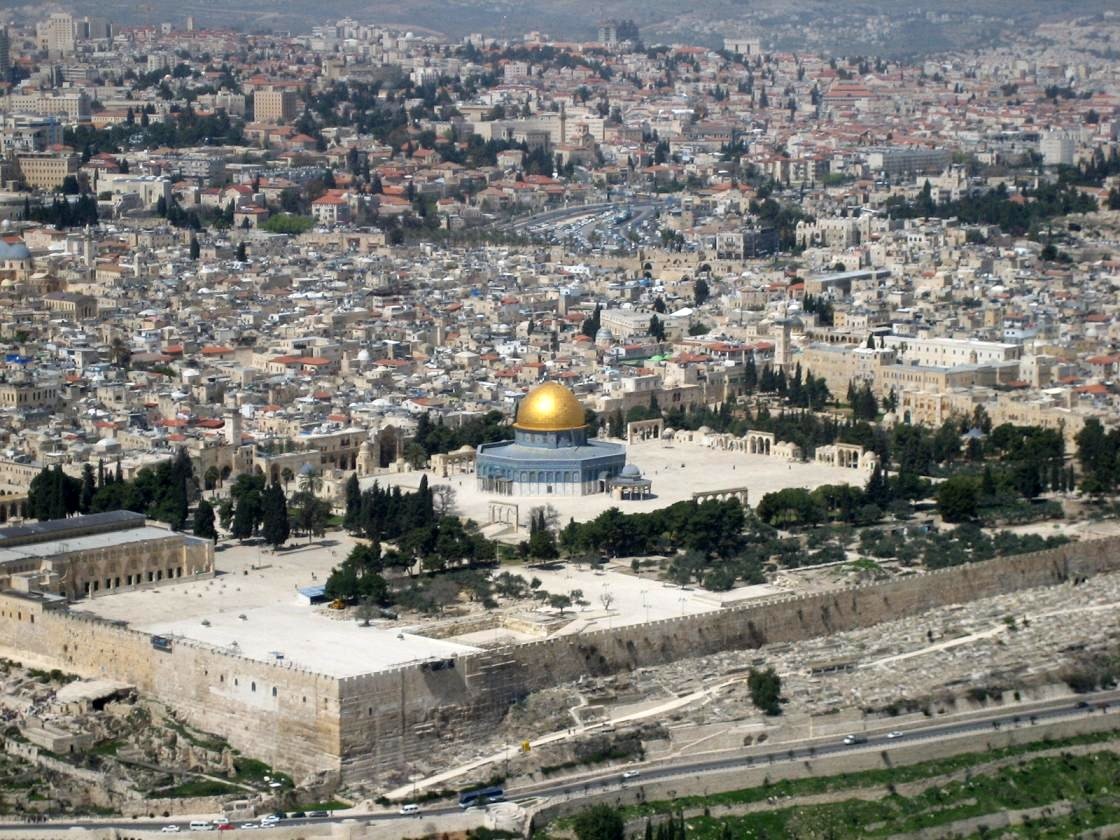
A Templom-hegy és Jeruzsálem délkeletről nézve

A Templom-hegy (héberül: הַר הַבַּיִת, Har ha-Bayīt, arabul: الحرم الشريف, al-Ḥaram aš-Šarīf) a judaizmus és az iszlám által is szent helyként tisztelt domb Jeruzsálem óvárosában. Jelentős a kereszténység számára is, az Újszövetség evangéliumai többször említik. A területet két korai Omajjád-kori építmény, az al-Aksza-mecset és a Szikla mecset uralja több kisebb épülettel kiegészülve. Tizenegy kapujából tíz a muszlimok számára, egy a nem muszlimok számára használatos.

## Építményei
- A templom-hegy közepén a Szikla mecset helyezkedik el, elfoglalva azon területet, ahol egykor a Jeruzsálemi Templom állt. Az építmény az iszlám hívők egyik legfontosabb szent helye. A 7. század végén épült. A mecset középpontjában a Mórijá- (Móriá-) hegy tetejének sziklája áll, ahol a hagyomány alapján Ábrahámnak fel kellett volna áldoznia fiát, Izsákot és az iszlám alapján innen ment Mohamed a mennybe.
- Az Al-Aksza-mecset a Templom-hegy déli részén található. Az iszlám harmadik legszentebb helye. A 8. század elején épült.
- A Lánckupola kis kör alakú, kupolás építmény. A hegy egyik legrégebbi muszlim építménye, az eredeti 691-ben épült. Az építményt a Sziklamecset modelljének szánták; ide helyezték az ajándékokat, amelyeket a mecsethez hoztak. Ma szintén imaházként szolgál. A Sziklamecset mellett, attól keletre áll.
- A Mennybemenetel kápolnája a Sziklamecset mellett, attól északnyugatra áll. A muszlim hagyomány szerint ezen a helyen imádkozott Mohamed, mielőtt a mennybe szállt.
- El-Kasz (El Kas / Kehely)- szökőkút: Ez a díszes kút a Sziklamecset és az el-Aksza -mecset között található. A 14. században épült. Mielőtt a mecsetbe lépnének, az igazhívőknek meg kell mosniuk a kezüket és a lábukat, illetve ki kell öblíteniük a szájukat. Erre szolgált a szökőkút.
- A Salamon istállói vagy arab nevén Marwani-imádságház (arab: المصلى المرواني) a hegy délkeleti sarkában fekszik. 100 x 55 m alapterületű, föld alatti építmény. Eredetileg raktárként használták, majd a keresztesek korában istállót rendeztek be benne. 1996-ban a Waqf (wd) átalakította imádságházzá fények és padlóburkolatok hozzáadásával.

- A Templom-hegy teraszát tartó falak legtöbb kőtömbje 2–5 tonna súlyú, míg a nagyobbak akár 50 tonnásak,[1] a legnagyobb pedig kb. 517 tonnát nyom.[2]
  - A Nyugati fal (másképp Kotel) – amelynek egy része a siratófal – főleg a heródesi templom idejéből való támfal. (Az alsó 12 m-e való Heródes idejéből.[3]) A fal 488 m hosszú, magassága 19 m.
  - A Déli falat Heródes uralma alatt építették. 281 m hosszú.
  - Az Északi fal a Nyugati fal északi részével együtt lakóépületek mögött rejtőzik.
  - A Keleti fal ma látható állapotában legalább négy szakaszban épült: Ezékiás uralkodása idején, Zerubbábel idején, a Hasmoneus időszakban és a heródesi korszakban. Javításokat és nagyobb felújításokat a későbbi időszakokban végeztek.

Itt található a befalazott Arany kapu.

## Történet

### Ókor
Az Ószövetségben, Mózes első könyvében olvasható, hogy Ábrahám – a zsidóság és az izmaeliták ősatyja – amikor 100 esztendős volt, felesége fiút szült neki, akit Izsáknak neveztek. Amikor a gyermek nagyobb lett, Isten egy hegyet mutatott Ábrahámnak, hogy ott áldozza fel a fiát.
„Isten akkor azt mondta neki: »Vedd egyszülött fiadat, Izsákot, akit szeretsz, és menj el a Mória földjére. Áldozd fel ott egészen elégő áldozatul az egyik hegyen, amelyet majd mutatok neked!« Erre Ábrahám kora reggel felkelt, megnyergelte szamarát, maga mellé vette két szolgáját és a fiát, Izsákot, s miután fát hasogatott az egészen elégő áldozathoz, elindult arra a helyre, amelyet Isten mondott neki. A harmadik napon, amikor felemelte szemét, meglátta azt a helyet a távolban. Azt mondta erre szolgáinak: »Várjatok itt a szamárral; én meg a gyermek elmegyünk amoda, s miután imádkoztunk, visszatérünk hozzátok!« Vette tehát az egészen elégő áldozathoz való fát, feltette a fiára, Izsákra, ő pedig a tüzet és a kardot vitte a kezében. Amint így ketten együtt mentek, azt mondta Izsák az apjának, Ábrahámnak: »Apám!« Ő válaszolt: »Mit akarsz, fiam?« »Íme – mondta a fiú –, itt a tűz meg a fa, de hol van az egészen elégő áldozat?« Ábrahám azt felelte: »Fiam, Isten majd gondoskodik magának az áldozatról!”
Ábrahám engedelmeskedett, felment Izsákkal a hegyre, ráfektette az oltárra, és kést ragadott, hogy feláldozza. Ekkor megszólalt az égből Isten angyala, és megállította Ábrahám kezét, mondva, hogy Isten a parancsot csak próbatételnek szánta. Így Ábrahám a fia helyett egy kost áldozott fel. A hagyomány alapján ez itt, a Mórijá hegyén történt.
Évszázadokkal később, a királyság korában Dávid király a hegyen állította fel az Istennek bemutatott áldozatok oltárát. Már ő akart templomot építeni, de a Biblia alapján ebben meg lett akadályozva: 
„Én magam akartam állandó hajlékot építeni az Úr szövetsége ládájának, Istenünk zsámolyának. Az építkezést már előkészítettem, de Isten így szólt hozzám: Nem te fogsz házat építeni nevemnek, mivel a harcok embere vagy és vért ontottál... Fiadnak, Salamonnak kell fölépítenie.”
Salamon király Kr. e. 970 körül emeltetett templomot itt az Örökkévaló Istennek.
A salamoni templomot Kr. e. 587-ben II. Nabú-kudurri-uszur a várossal együtt leromboltatta. Később, a babiloni fogságból hazatérő zsidók fogtak hozzá az elpusztított város és a templom újraépítéséhez.
Kr. e. 19-ben Júdea helytartója, Nagy Heródes király hozzálátott a templom előcsarnokának nagy arányú kibővítéséhez és megszépítéséhez, így aztán sokan ezt az épületegyüttest harmadik templomnak is nevezik. Úgy tervezte meg a templom újjáépítését, hogy a Római Birodalom egyik legnagyobb épülete legyen, olyan nagy, hogy képes legyen befogadni a zarándokok hatalmas tömegét. A gazdagon díszített épület nagyobb lett, mint Salamoné, de építésének alapjául ugyanaz a terv szolgált.
A kirobbant római-zsidó háború végén ezt a templomot Titus római hadvezér seregei pusztították el a várossal együtt, Kr. u. 70-ben.
Később a zsidók kérésére még megkísérelték az eredeti templom újjáépítését, de végül nem építették meg.

### Középkor
Az 530-as években I. Justinianus császár egy keresztény templomot építtetett, amelyet nem sokkal később a Jeruzsálemet elfoglaló arabok leromboltak és aztán a saját muzulmán szent helyeiket építették fel ide.

## Galéria

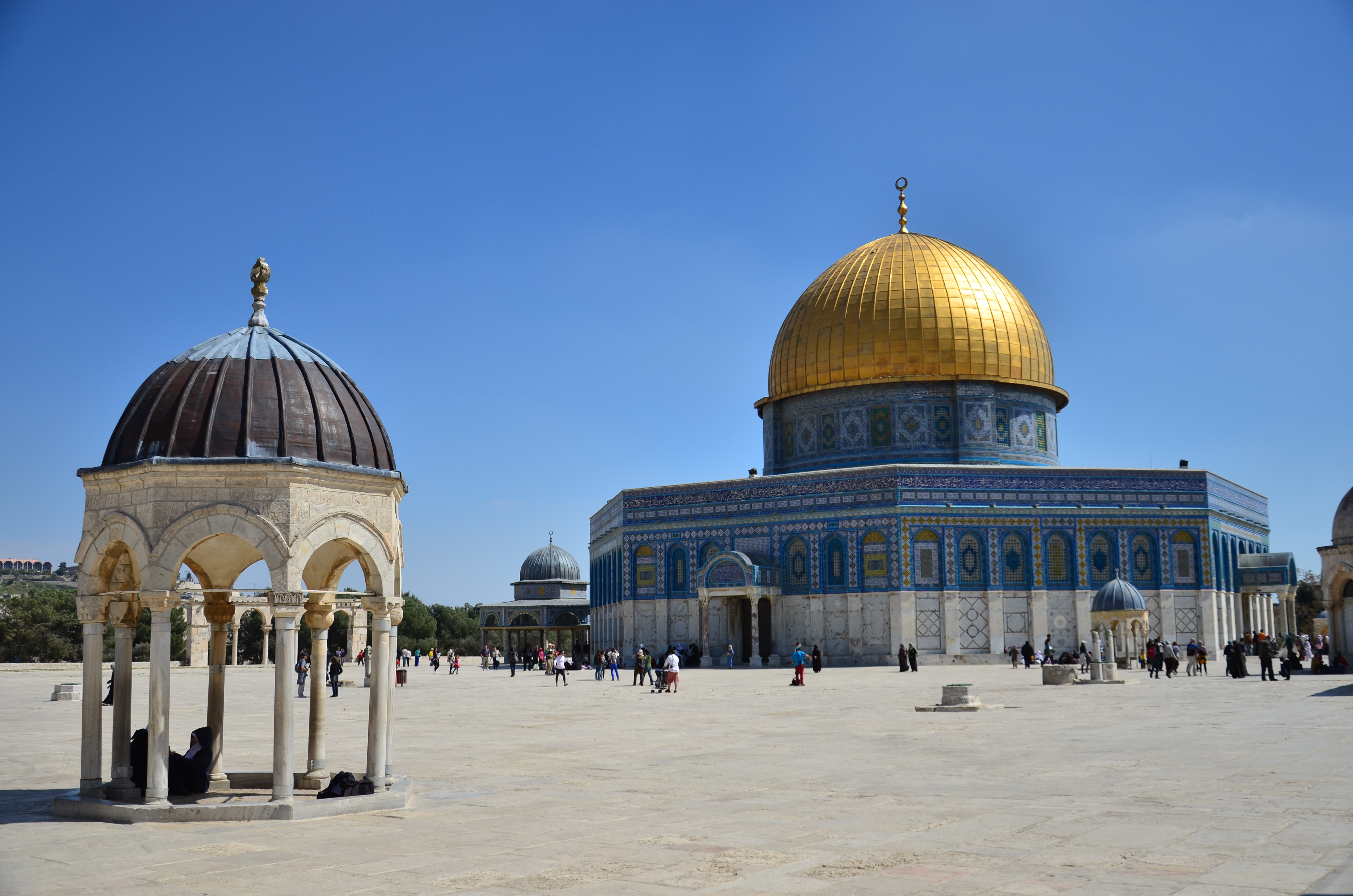
A Sziklamecset ÉNy-ról nézve
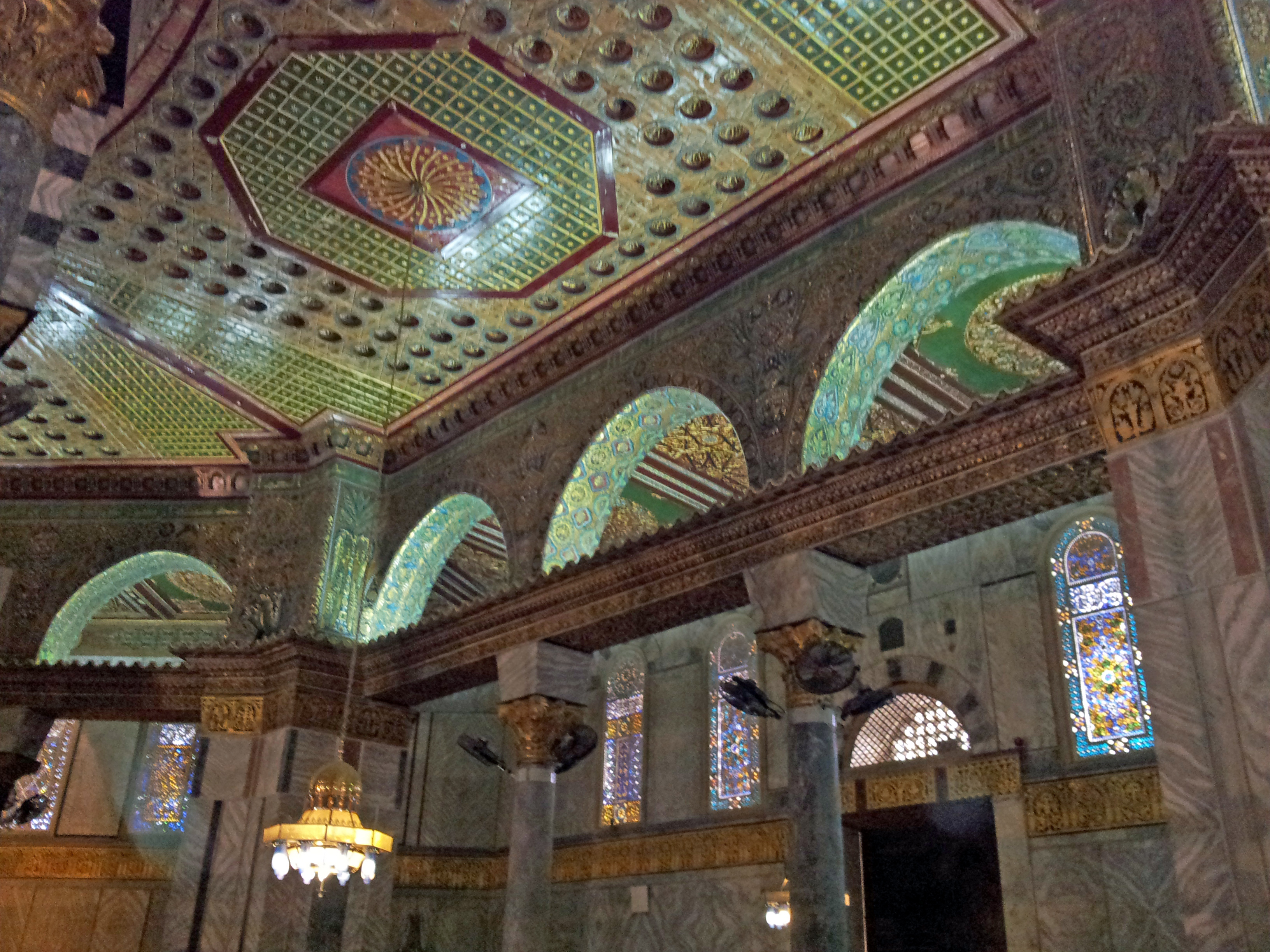
A Sziklamecset belül
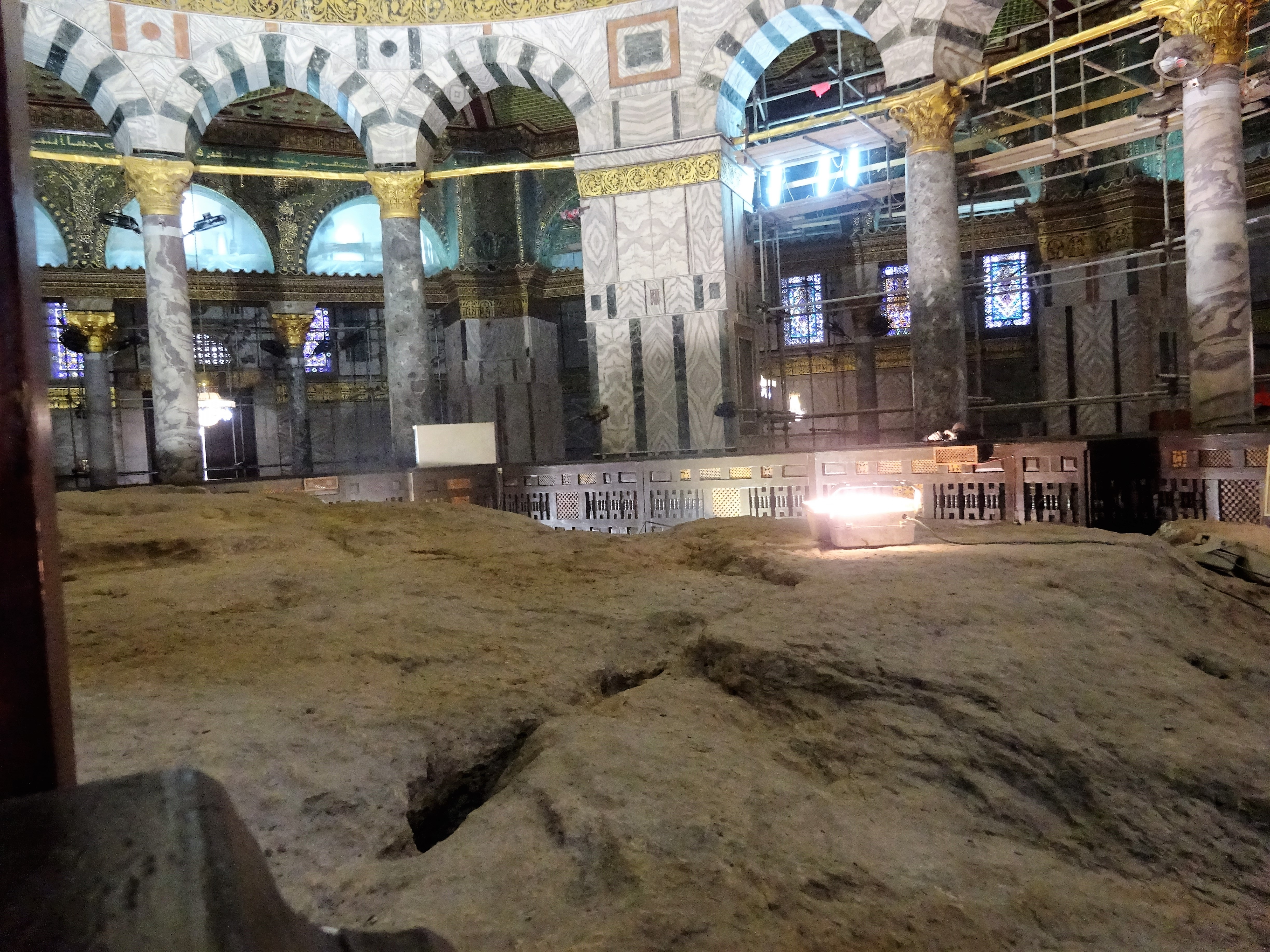
A Sziklamecset a szent sziklával
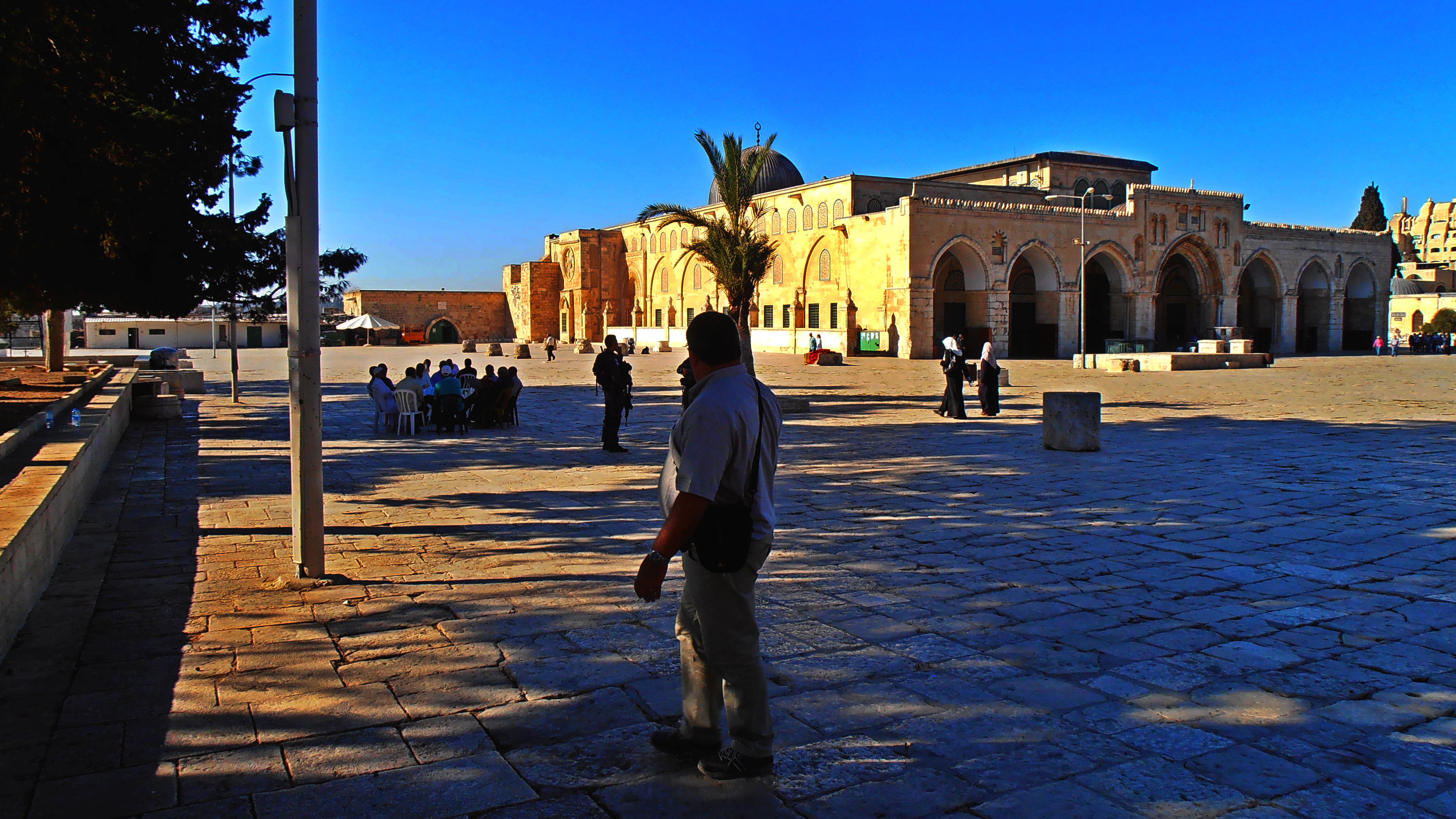
Az el-Aksza-mecset
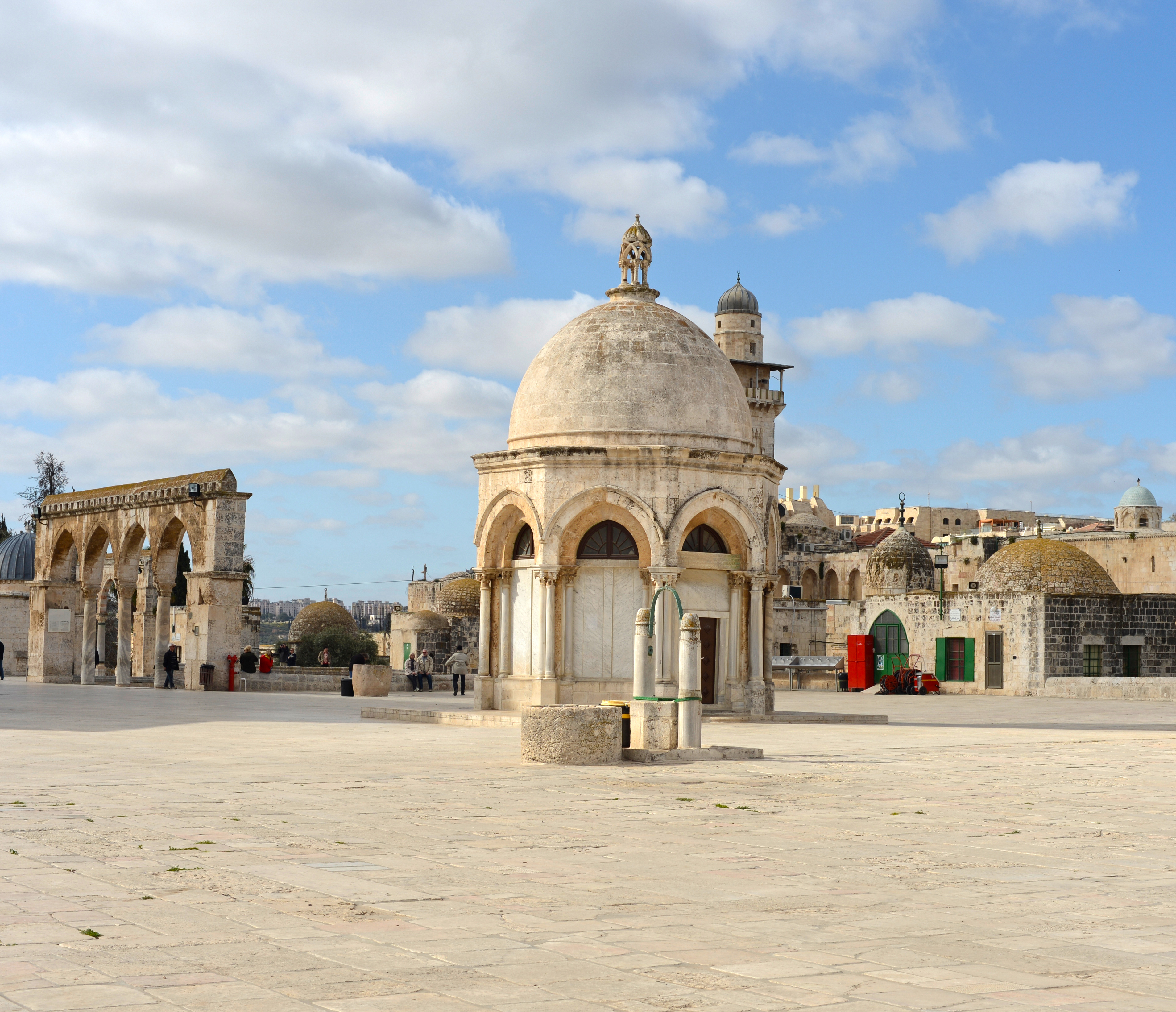
Középen a Mennybemenetel kápolnája
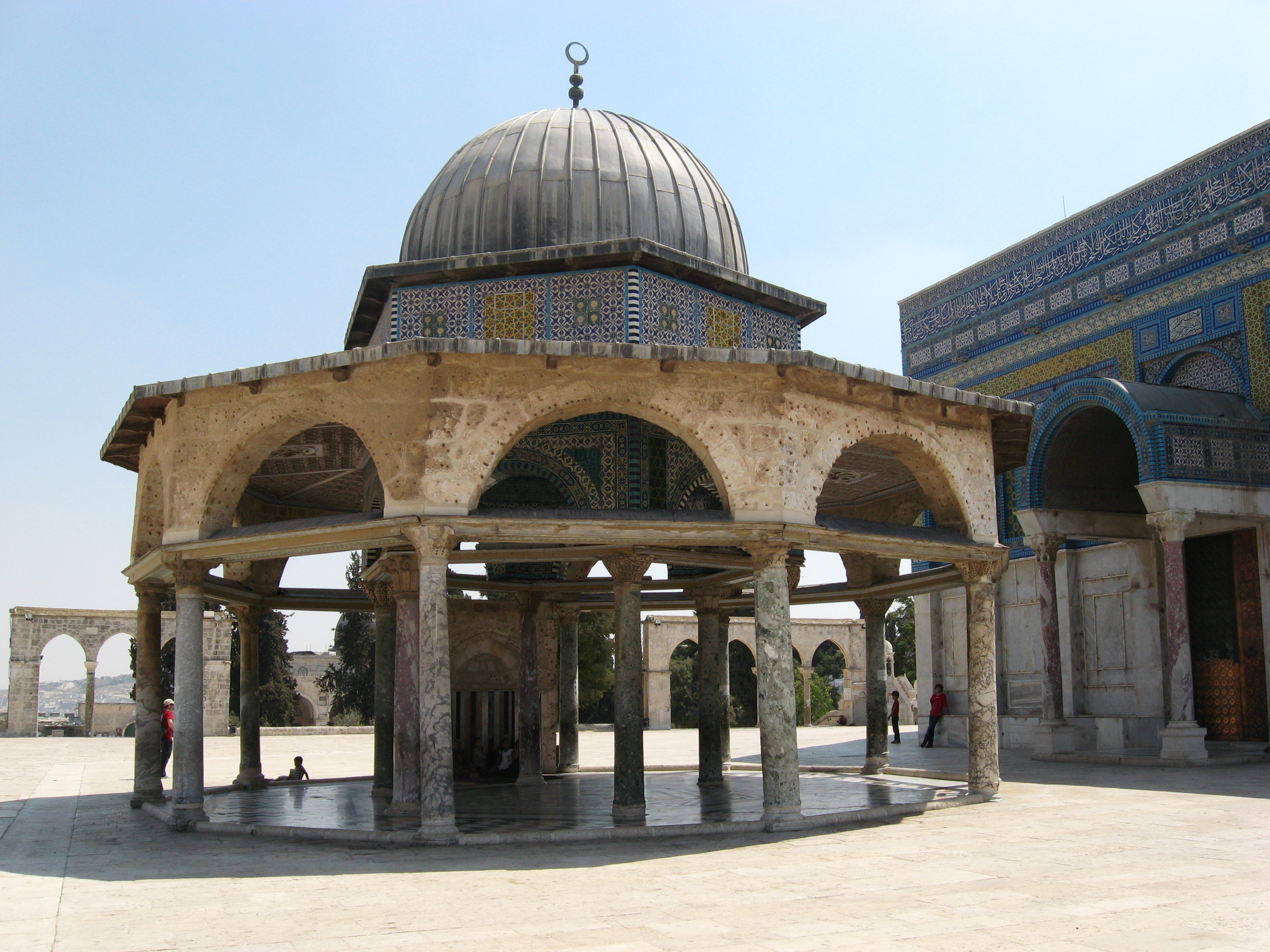
A Lánckupola
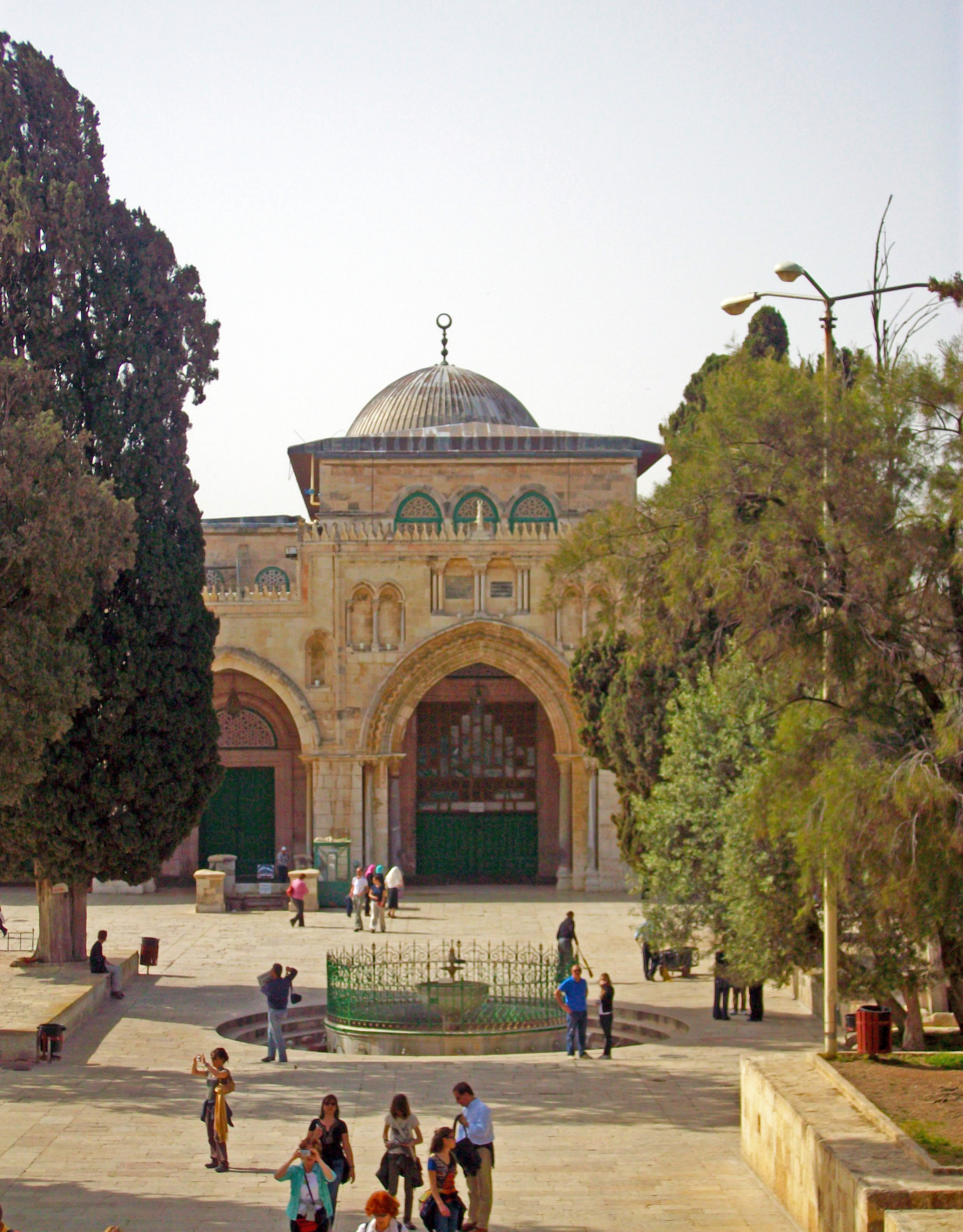
elöl az el-Kasz-szökőkút, hátul az el-Aksza-mecset
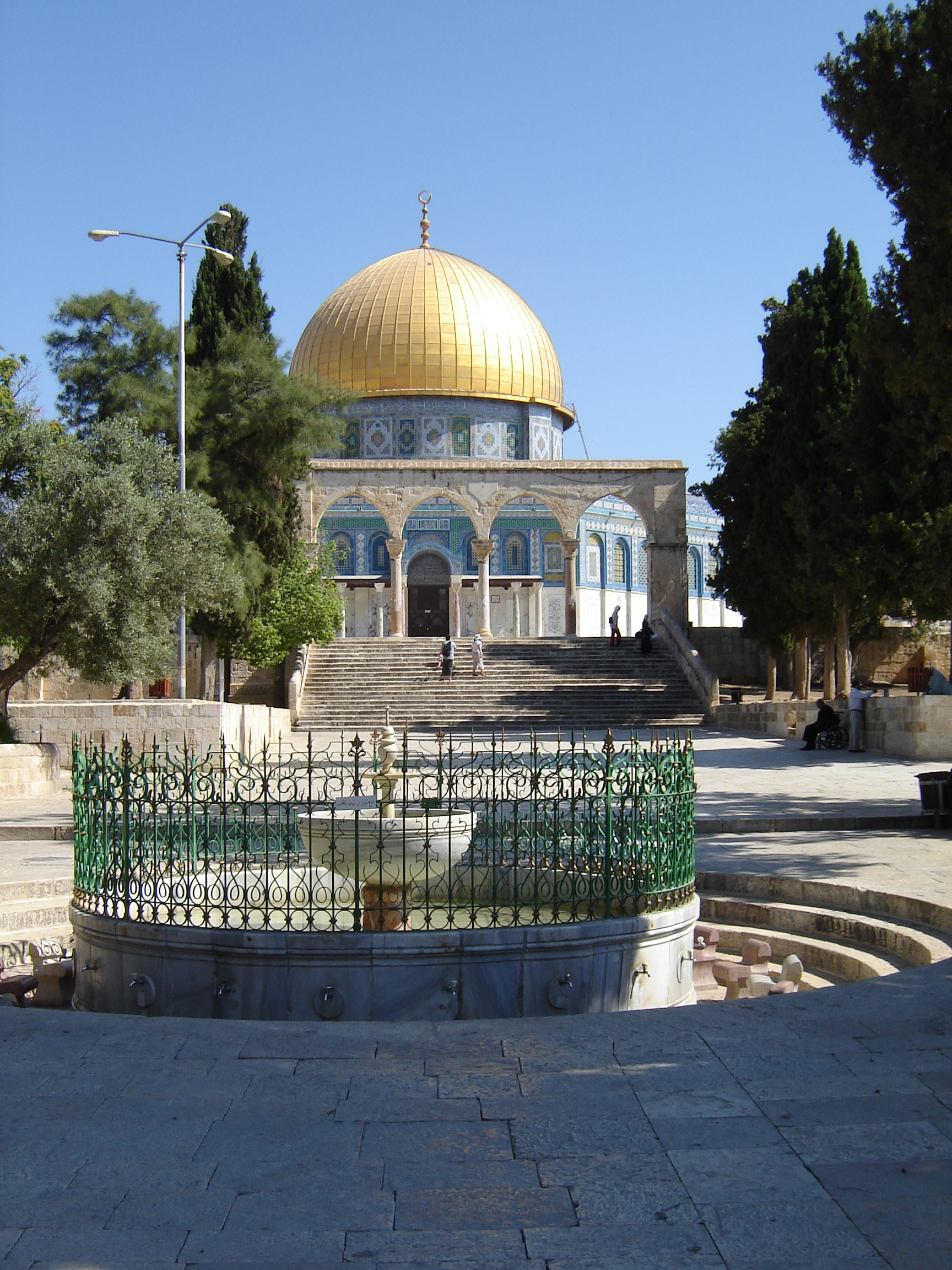
az el-Kasz-szökőkút és a Sziklamecset
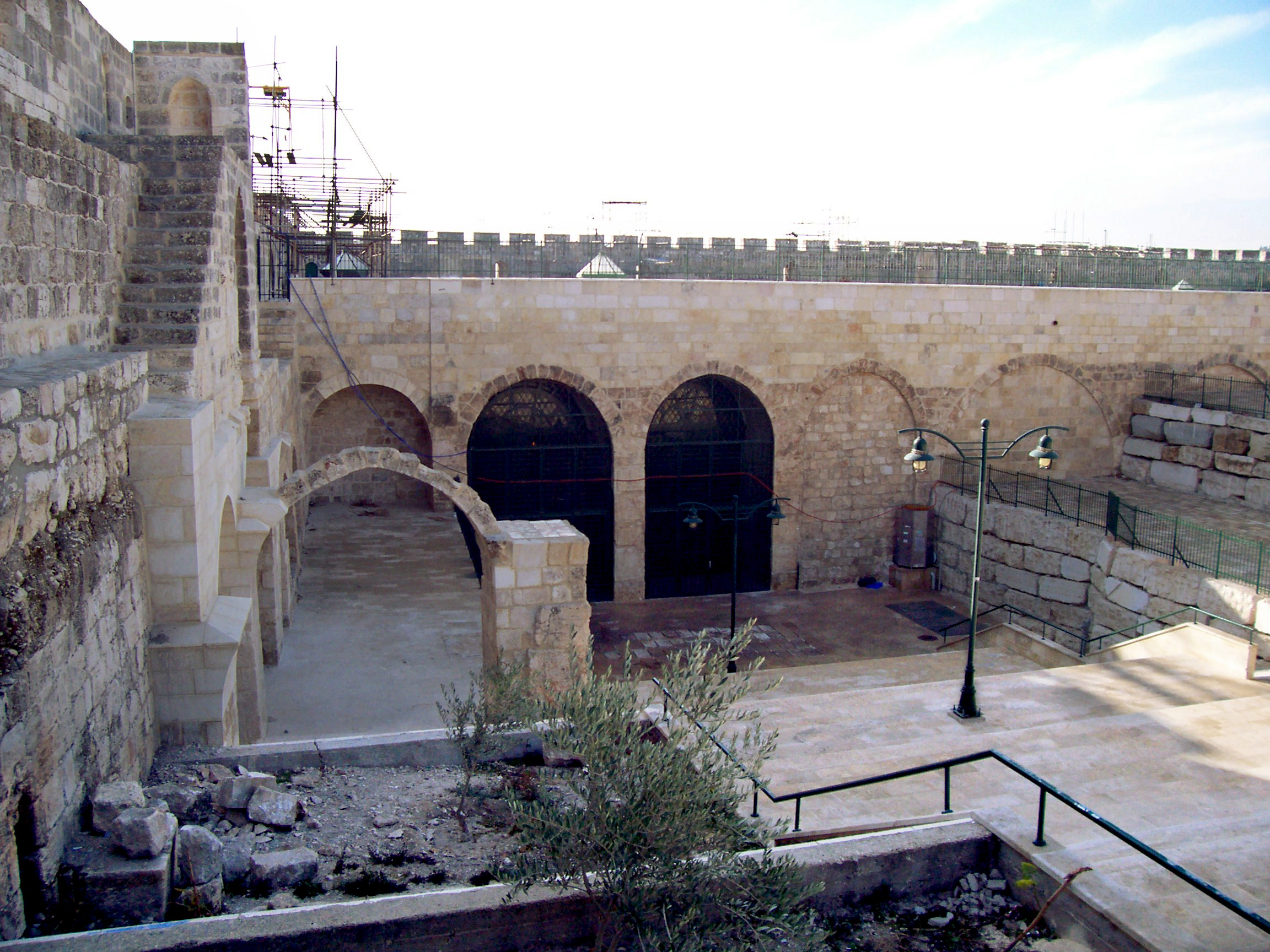
"Salamon istállói" (Marwani-imádságház)
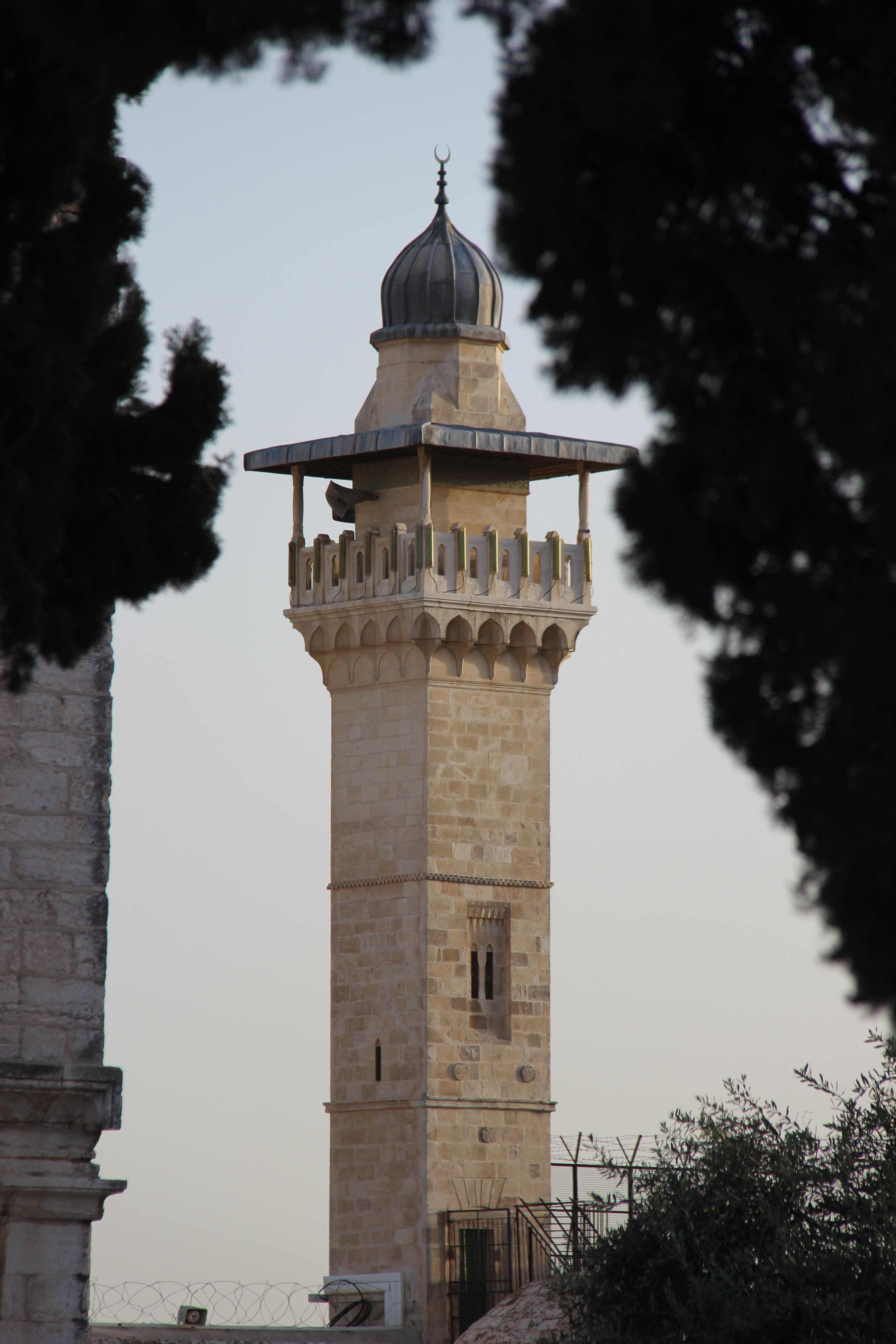
A hegy egyik minaretje (el-Fákhrijjá)
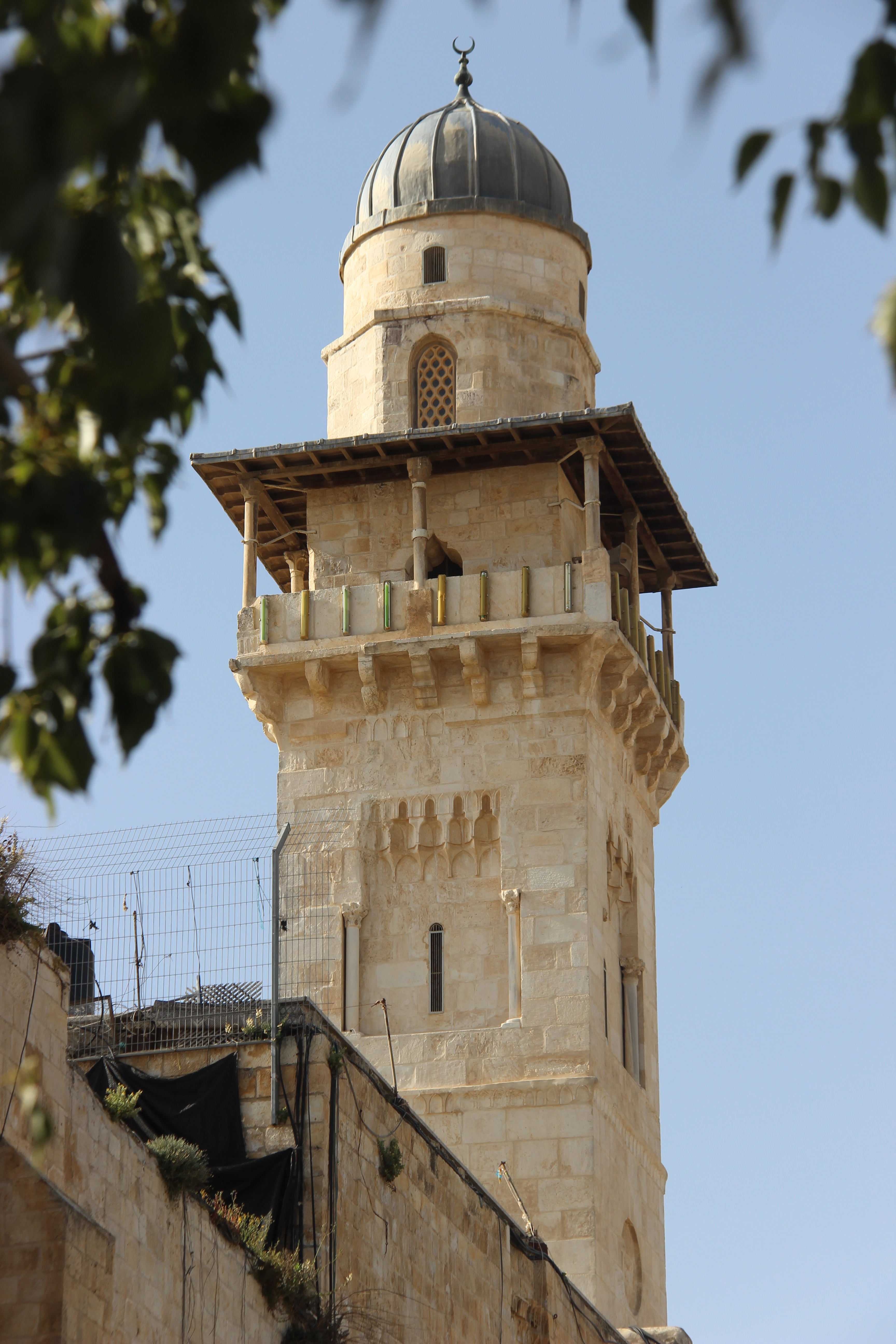
A Báb el-Szilszila-minaret

## Fordítás
- Ez a szócikk részben vagy egészben  a   Mount Temple című angol Wikipédia-szócikk fordításán alapul.  Az eredeti cikk szerkesztőit annak laptörténete sorolja fel. Ez a jelzés csupán a megfogalmazás eredetét és a szerzői jogokat jelzi, nem szolgál a cikkben szereplő információk forrásmegjelöléseként.